# Посёлок отделения № 6 совхоза «Новосергиевский»
отделе́ния № 6 совхо́за «Новосе́ргиевский» — посёлок в Крыловском районе Краснодарского края.
Входит в состав Новосергиевского сельского поселения.

## Население
| 2002 | 2010 |
| ---- | ---- |
| 30   | ↘13  |